# Sapowo
Sapowo – wieś w Polsce położona w województwie podlaskim, w powiecie hajnowskim, w gminie Czyże.
| SIMC    | Nazwa         | Rodzaj    |
| ------- | ------------- | --------- |
| 0026353 | Hołubowe Ługi | część wsi |

W latach 1975–1998 miejscowość administracyjnie należała do województwa białostockiego.
Wieś w 2011 roku zamieszkiwało 36 osób.
Prawosławni mieszkańcy wsi należą do parafii Wniebowstąpienia Pańskiego w Klejnikach.